# 景普秋
景普秋（1970年8月—），女，汉族，山西临猗人，中华人民共和国政治人物，无党派人士。研究生学历，经济学博士，教授。现任山西省人民政府副省长。

## 生平
1995年至2016年，在山西经济管理学院（1997年与山西财经学院合并为山西财经大学）任教，先后任山西财经大学经济学院副院长、院长。2010年，入选教育部 “新世纪优秀人才支持计划”。
2016年，到地方出任长治市副市长，后兼任长治市社会主义学院院长。期间，2018年，当选为山西省政协第十二届委员会委员。2022年1月，任山西经济管理干部学院院长（试用期一年）。同年7月，改任山西省工商业联合会主席、总商会会长。2023年，连任山西省政协第十三届委员会委员，当选为常务委员。同年，当选全国政协第十四届委员。
2025年2月，升任山西省人民政府副省长。